# سوندوین بیامباتسرن
سوندوین بیامباتسرن (به انگلیسی: Sündeviin Byambatseren) کشتی گیر زن کشور مغولستان است.